# Botnet
Una botnet és un grup d'ordinadors (anomenats bots o zombies) connectats a Internet que involuntàriament, un cop han estat infectats amb un virus, un cuc o un troià, poden ser controlats remotament per fer tasques sense l'autorització del propietari i sense que aquest se n'adoni.
Les botnets poden arribar a tenir milers o centenars de milers d'ordinadors sota control i es fan servir per a desfermar, per exemple, atacs massius de denegació de servei, enviar onades de correu brossa (spam) o infectar a altres ordinadors poc protegits.
Els ordinadors poden ser infectats de maneres diferents, un dels mètodes d'infecció més utilitzats és l'ús de troians; pel qual la víctima serà la que descarregui i executi l'arxiu maliciós infectat amb codi maliciós.

## Usos comuns de la botnet
Concretament es fa servir una botnet per dur a terme activitats que generin uns beneficis econòmics, aquelles persones que compren botnets les solen utilitzar per:
- Robatori d’informació i contrasenyes: solen tractar-se de contrasenyes dels serveis de banca, xarxes socials, etc. de l'usuari afectat, per després poder vendre-les al mercat negre d'internet. Es realitza mitjançant atacs de força bruta: consisteix en utilitzar una llista configurada de noms d’usuari y contrasenyes per intentar endevinar les credencial d’inici de sessió. Els llocs web poden limitar aquests atacs limitant els intents de sessió de cada IP. Els ordinadors bots reben una llista de webs o IP amb els possibles noms d’usuari i contrasenya per a cadascuna d’aquestes.[1]
- Atacs de denegació de servei distribuit (DDoS):Aquests tipus d’atacs consisteixen en enviar a l’equip informàtic de la víctima una gran quantitat de sol·licitud de servei fins que aquest equip sigui incapaç de processar-les y quedi incomunicat. Es un atac que s'utilitza pels amos de la botnet per tal de fer xantatge o extorsió y demanar diners a canvi de alliberar l’equip.[2] Aconseguir que una pàgina web deixi de funcionar: aquell que tingui el control de la botnet podrà indicar a tots els zombies que entrin a una mateixa pàgina web per saturar-la, amb l'objectiu de fer xantatge al propietari de la mateixa.
- Enviament de correu brossa: es pot produir una organització per enviar correu brossa a milers d'adreces de correu, podent adjuntar-se fitxers que un cop es descarreguin afectin l'ordinador amb un virus.
- Fraus publicitaris: manipular enquestes o clicar a baners d'anuncis que generin beneficis econòmics.Normalment, els serveis d’anuncis a Internet paguen las administradors de les webs on figuren en funció de diversos factors entre els quals s'inclouen la visualització de l’anunci y el fer clic en aquest. Els ciberdelincuents menen als bots que visitin els seus llocs webs y facin clic en els anuncis per a generar beneficis econòmics de manera fraudulenta.
- Poder accedir a pàgines web amb contingut il·legal, ja sigui pedofília, drogues, armes, etc.

Es poden presentar diferents símptomes per identificar que l'equip ha estat afectat, com pot ser que l'equip funcioni lent, comenci a tenir problemes o mostri missatges d'error. Per a protegir-nos i evitar que el nostre ordinador connectat a Internet caigui atrapat en una botnet cal seguir les típiques recomanacions de seguretat com fer servir un antivirus freqüentment, actualitzar el sistema operatiu i les aplicacions que accedeixen a Internet amb les darreres versions, fer servir un tallafoc (firewall) i actualitzar el codi intern (firmware) de l'encaminador (router) que ens connecta a Internet.